# 喬爾塔爾卡
47°34′51″N 31°4′32″E / 47.58083°N 31.07556°E
喬爾塔爾卡（烏克蘭語：Чорталка），是烏克蘭南部的村莊，隸屬尼古拉耶夫州的沃茲涅先斯克區。該村面積0.36平方公里，海拔高度41米，2001年人口76，人口密度每平方公里213.5人。